# Antoni Pizà Prohens
Antoni Pizà Prohens (Felanitx, 1962), escriptor i musicòleg.
Doctor en musicologia. Ha ensenyat Història de la Música a la Hofstra University (Long Island) i a la City University de Nova York. Director de la "Fundació per la Música Ibèrica" al centre d'investigació musical Barry S. Brook d'aquesta darrera universitat. Ha publicat nombrosos articles en revistes especialitzades i ha col·laborat en el The New Grove Dictionary of Music and Musicians. També ha comissariat cicles dedicats a les figures més importants de la música en el segle xxi com Charles Rosen, Philip Glass i David Harrington del Kronos Quartet (http://music21.ws.gc.cuny.edu/about/).